# Dendrobium jiajiangense
Dendrobium jiajiangense là một loài thực vật có hoa trong họ Lan. Loài này được Z.Y.Zhu, S.J.Zhu & H.B.Wang mô tả khoa học đầu tiên năm 2008.